# Bancadas parlamentares após o bipartidarismo em 1965
Relacionamos a seguir os senadores e deputados federais eleitos no Brasil em 7 de outubro de 1962 no governo João Goulart. Os vitoriosos comporiam o Senado Federal e a Câmara dos Deputados na 42ª legislatura (1963-1967), período onde houve o plebiscito sobre o sistema do governo que revogou a vigência do parlamentarismo em 6 de janeiro de 1963 e também a deposição do presidente da República em 31 de março de 1964, fato este que implantou do Regime Militar de 1964.
Com o intuito de reordenar o quadro político, os militares impuseram o bipartidarismo via Ato Institucional Número Dois em 27 de outubro de 1965 e assim criaram o Movimento Democrático Brasileiro (MDB) em 24 de março de 1966 e a Aliança Renovadora Nacional (ARENA) em 4 de abril do referido ano, respectivamente partidos de oposição e de apoio ao governo e assim os parlamentares foram compelidos a mudar de legenda. Ressalte-se que, no caso desta relação, foi computada apenas a primeira filiação dos parlamentares após o AI-2.
Na elaboração desta lista foram consultados o acervo do Tribunal Superior Eleitoral, do Senado Federal e da Câmara dos Deputados. São relacionados os parlamentares eleitos e os suplentes efetivados por morte, cassação ou renúncia dos titulares e quanto estes foram convocados a exercer um cargo no Executivo ou tiraram uma licença os substitutos foram, quando possível, citados ao lado do verbete correspondente ao titular.
O local de nascimento dos parlamentares relaciona as 27 unidades federativas do Brasil existentes a partir da Constituição de 1988.

## Senado Federal
A Câmara Alta do Parlamento contava com 21 senadores eleitos em 1958 e 45 eleitos em 1962.

### Acre
Elevado à condição de estado por força da Lei 4.070 de 15 de junho de 1962 sancionada pelo presidente João Goulart e pelo primeiro-ministro Tancredo Neves, o Acre elegeu três senadores cabendo ao menos votado um mandato de quatro anos.
| Senadores eleitos | Partido | Pós-AI 2 | Votação | Cidade onde nasceu | Unidade federativa |
| ----------------- | ------- | -------- | ------- | ------------------ | ------------------ |
| Adalberto Sena    | PTB     | MDB      | 6.497   | Cruzeiro do Sul    | Acre               |
| José Guiomard     | PSD     | ARENA    | 6.855   | Perdigão           | Minas Gerais       |
| Oscar Passos      | PTB     | MDB      | 6.786   | Porto Alegre       | Rio Grande do Sul  |

### Alagoas
| Senadores eleitos  | Partido | Pós-AI 2 | Votação | Cidade onde nasceu    | Unidade federativa |
| ------------------ | ------- | -------- | ------- | --------------------- | ------------------ |
| Arnon de Melo      | PDC     | ARENA    | 66.260  | Rio Largo             | Alagoas            |
| Rui Palmeira       | UDN     | ARENA    | 50.303  | São Miguel dos Campos | Alagoas            |
| Silvestre Péricles | PST     | MDB      | 51.816  | São Luís do Quitunde  | Alagoas            |

### Amazonas
| Senadores eleitos    | Partido | Pós-AI 2 | Votação    | Cidade onde nasceu | Unidade federativa |
| -------------------- | ------- | -------- | ---------- | ------------------ | ------------------ |
| Artur Virgílio Filho | PTB     | MDB      | 50.474     | Manaus             | Amazonas           |
| Edmundo Levi         | PTB     | MDB      | [ nota 4 ] | Bom Futuro         | Amazonas           |
| Vivaldo Lima Filho   | PTB     | ARENA    | 37.065     | Manaus             | Amazonas           |

### Bahia
| Senadores eleitos   | Partido | Pós-AI 2 | Votação | Cidade onde nasceu | Unidade federativa |
| ------------------- | ------- | -------- | ------- | ------------------ | ------------------ |
| Aloysio de Carvalho | PL      | ARENA    | 299.413 | Salvador           | Bahia              |
| Antônio Balbino     | PSD     | MDB      | 368.325 | Barreiras          | Bahia              |
| Josaphat Marinho    | PST     | MDB      | 281.238 | Ubaíra             | Bahia              |

### Ceará
Havia uma vaga em aberto mediante o falecimento de Carlos Jereissati em 9 de maio de 1963 e do suplente Antônio Jucá em 26 de outubro de 1965. O assento em questão foi preenchido em 1966 quando Menezes Pimentel conquistou um mandato de quatro anos e a cadeira de oito anos ficou nas mãos de Paulo Sarasate, ambos da ARENA.
| Senadores eleitos | Partido | Pós-AI 2 | Votação | Cidade onde nasceu | Unidade federativa |
| ----------------- | ------- | -------- | ------- | ------------------ | ------------------ |
| Menezes Pimentel  | PSD     | ARENA    | 222.369 | Santa Quitéria     | Ceará              |
| Wilson Gonçalves  | PSD     | ARENA    | 303.955 | Cajazeiras         | Paraíba            |

### Espírito Santo
| Senadores eleitos   | Partido | Pós-AI 2 | Votação | Cidade onde nasceu | Unidade federativa |
| ------------------- | ------- | -------- | ------- | ------------------ | ------------------ |
| Eurico Resende      | UDN     | ARENA    | 111.897 | Ubá                | Minas Gerais       |
| Jefferson de Aguiar | PTB     | ARENA    | 87.921  | Vitória            | Espírito Santo     |
| Raul Giuberti       | PTN     | ARENA    | 88.807  | Colatina           | Espírito Santo     |

### Goiás
| Senadores eleitos       | Partido | Pós-AI 2 | Votação | Cidade onde nasceu | Unidade federativa |
| ----------------------- | ------- | -------- | ------- | ------------------ | ------------------ |
| João Abraão             | PSD     | MDB      | 161.001 | Araguari           | Minas Gerais       |
| José Feliciano          | PSD     | ARENA    | 168.150 | Jataí              | Goiás              |
| Pedro Ludovico Teixeira | PSD     | MDB      | 197.707 | Goiás              | Goiás              |

### Guanabara
| Senadores eleitos | Partido | Pós-AI 2 | Votação | Cidade onde nasceu | Unidade federativa |
| ----------------- | ------- | -------- | ------- | ------------------ | ------------------ |
| Afonso Arinos     | UDN     | ARENA    | 397.466 | Belo Horizonte     | Minas Gerais       |
| Aurélio Viana     | PTB     | MDB      | 509.979 | Pilar              | Alagoas            |
| Gilberto Marinho  | PTN     | ARENA    | 431.284 | Pelotas            | Rio Grande do Sul  |

### Maranhão
| Senadores eleitos | Partido | Pós-AI 2 | Votação | Cidade onde nasceu | Unidade federativa |
| ----------------- | ------- | -------- | ------- | ------------------ | ------------------ |
| Eugênio de Barros | PSD     | ARENA    | 106.908 | Matões             | Maranhão           |
| Sebastião Archer  | PSD     | MDB      | 161.365 | São Luís           | Maranhão           |
| Vitorino Freire   | PSD     | ARENA    | 170.680 | Pedra              | Pernambuco         |

### Mato Grosso
| Senadores eleitos | Partido | Pós-AI 2 | Votação | Cidade onde nasceu   | Unidade federativa |
| ----------------- | ------- | -------- | ------- | -------------------- | ------------------ |
| Bezerra Neto      | PTB     | MDB      | 69.396  | Lavras da Mangabeira | Ceará              |
| Filinto Müller    | PSD     | ARENA    | 86.098  | Cuiabá               | Mato Grosso        |
| Lopes da Costa    | UDN     | ARENA    | 65.412  | Cuiabá               | Mato Grosso        |

### Minas Gerais
| Senadores eleitos  | Partido | Pós-AI 2 | Votação | Cidade onde nasceu | Unidade federativa |
| ------------------ | ------- | -------- | ------- | ------------------ | ------------------ |
| Benedito Valadares | PSD     | ARENA    | 454.842 | Pará de Minas      | Minas Gerais       |
| Milton Campos      | UDN     | ARENA    | 780.624 | Ponte Nova         | Minas Gerais       |
| Nogueira da Gama   | PTB     | MDB      | 441.546 | Cataguases         | Minas Gerais       |

### Pará
| Senadores eleitos | Partido | Pós-AI 2 | Votação | Cidade onde nasceu | Unidade federativa |
| ----------------- | ------- | -------- | ------- | ------------------ | ------------------ |
| Cattete Pinheiro  | PTN     | ARENA    | 123.870 | Monte Alegre       | Pará               |
| Lobão da Silveira | PSD     | ARENA    | 97.444  | Bragança           | Pará               |
| Zacarias Assunção | PSD     | ARENA    | 112.729 | Rio de Janeiro     | Rio de Janeiro     |

### Paraíba
| Senadores eleitos   | Partido | Pós-AI 2 | Votação     | Cidade onde nasceu | Unidade federativa |
| ------------------- | ------- | -------- | ----------- | ------------------ | ------------------ |
| Argemiro Figueiredo | PTN     | MDB      | 110.835     | Campina Grande     | Paraíba            |
| Domício Gondim      | PSD     | ARENA    | [ nota 10 ] | Areia              | Paraíba            |
| Rui Carneiro        | PSD     | MDB      | 134.179     | Pombal             | Paraíba            |

### Paraná
| Senadores eleitos | Partido | Pós-AI 2 | Votação    | Cidade onde nasceu  | Unidade federativa |
| ----------------- | ------- | -------- | ---------- | ------------------- | ------------------ |
| Adolfo Franco     | UDN     | ARENA    | 326.837    | Ponta Grossa        | Paraná             |
| Melo Braga        | PTB     | ARENA    | [ nota 4 ] | Curitiba            | Paraná             |
| Nelson Maculan    | PTB     | MDB      | 154.690    | Santana de Parnaíba | São Paulo          |

### Pernambuco
| Senadores eleitos      | Partido | Pós-AI 2 | Votação | Cidade onde nasceu | Unidade federativa |
| ---------------------- | ------- | -------- | ------- | ------------------ | ------------------ |
| Barros Carvalho        | PTB     | MDB      | 264.399 | Palmares           | Pernambuco         |
| José Ermírio de Moraes | PTB     | MDB      | 239.789 | Nazaré da Mata     | Pernambuco         |
| Pessoa de Queiroz      | UDN     | MDB      | 202.494 | Umbuzeiro          | Paraíba            |

### Piauí
| Senadores eleitos   | Partido | Pós-AI 2 | Votação | Cidade onde nasceu | Unidade federativa |
| ------------------- | ------- | -------- | ------- | ------------------ | ------------------ |
| Joaquim Parente     | UDN     | ARENA    | 103.597 | Bom Jesus          | Piauí              |
| José Cândido Ferraz | UDN     | ARENA    | 119.842 | Teresina           | Piauí              |
| Sigefredo Pacheco   | PSD     | ARENA    | 99.770  | Campo Maior        | Piauí              |

### Rio de Janeiro
| Senadores eleitos  | Partido | Pós-AI 2 | Votação | Cidade onde nasceu    | Unidade federativa |
| ------------------ | ------- | -------- | ------- | --------------------- | ------------------ |
| Aarão Steinbruch   | MTR     | MDB      | 313.469 | Santa Maria           | Rio Grande do Sul  |
| Miguel Couto Filho | PTB     | ARENA    | 281.883 | Rio de Janeiro        | Rio de Janeiro     |
| Vasconcelos Torres | PTB     | ARENA    | 287.372 | Campos dos Goytacazes | Rio de Janeiro     |

### Rio Grande do Norte
| Senadores eleitos | Partido | Pós-AI 2 | Votação     | Cidade onde nasceu   | Unidade federativa  |
| ----------------- | ------- | -------- | ----------- | -------------------- | ------------------- |
| Dinarte Mariz     | UDN     | ARENA    | 105.884     | Serra Negra do Norte | Rio Grande do Norte |
| Dix-Huit Rosado   | UDN     | ARENA    | 84.264      | Mossoró              | Rio Grande do Norte |
| Manuel Vilaça     | PSD     | ARENA    | [ nota 10 ] | São João do Sabugi   | Rio Grande do Norte |

### Rio Grande do Sul
| Senadores eleitos | Partido | Pós-AI 2 | Votação | Cidade onde nasceu | Unidade federativa |
| ----------------- | ------- | -------- | ------- | ------------------ | ------------------ |
| Daniel Krieger    | UDN     | ARENA    | 567.882 | São Luiz Gonzaga   | Rio Grande do Sul  |
| Guido Mondin      | PRP     | ARENA    | 617.385 | Porto Alegre       | Rio Grande do Sul  |
| Mem de Sá         | PL      | ARENA    | 572.334 | Porto Alegre       | Rio Grande do Sul  |

### Santa Catarina
| Senadores eleitos | Partido | Pós-AI 2 | Votação | Cidade onde nasceu | Unidade federativa |
| ----------------- | ------- | -------- | ------- | ------------------ | ------------------ |
| Atílio Fontana    | PSD     | ARENA    | 259.923 | Santa Maria        | Rio Grande do Sul  |
| Irineu Bornhausen | UDN     | ARENA    | 216.775 | Itajaí             | Santa Catarina     |
| Konder Reis       | UDN     | ARENA    | 275.226 | Itajaí             | Santa Catarina     |

### São Paulo
| Senadores eleitos     | Partido | Pós-AI 2 | Votação   | Cidade onde nasceu | Unidade federativa |
| --------------------- | ------- | -------- | --------- | ------------------ | ------------------ |
| Auro de Moura Andrade | PSD     | ARENA    | 1.060.677 | Barretos           | São Paulo          |
| Benedito Calazans     | UDN     | ARENA    | 982.536   | Paraibuna          | São Paulo          |
| Lino de Matos         | PTN     | MDB      | 966.163   | Ipaussu            | São Paulo          |

### Sergipe
| Senadores eleitos     | Partido | Pós-AI 2 | Votação    | Cidade onde nasceu | Unidade federativa |
| --------------------- | ------- | -------- | ---------- | ------------------ | ------------------ |
| Heribaldo Vieira      | PST     | ARENA    | 55.999     | Capela             | Sergipe            |
| José Rollemberg Leite | PSD     | ARENA    | [ nota 4 ] | Riachuelo          | Sergipe            |
| Júlio César Leite     | PSD     | ARENA    | 59.154     | Riachuelo          | Sergipe            |

## Câmara dos Deputados
A Câmara Baixa do Parlamento contava com 409 deputados federais eleitos em 1962.

### Acre
| Deputados federais eleitos | Partido | Pós-AI 2 | Votação | Cidade onde nasceu | Unidade federativa |
| -------------------------- | ------- | -------- | ------- | ------------------ | ------------------ |
| Armando Leite              | PSD     | ARENA    | 1.614   | Boca do Acre       | Amazonas           |
| Geraldo Mesquita           | PSD     | ARENA    | 1.167   | Feijó              | Acre               |
| Jorge Kalume               | PSD     | ARENA    | 960     | Belém              | Pará               |
| José Altino Machado        | PTB     | MDB      | 909     | Taubaté            | São Paulo          |
| Mário Maia                 | PTB     | MDB      | 628     | Rio Branco         | Acre               |
| Rui Lino                   | PTB     | MDB      | 2.551   | Tarauacá           | Acre               |
| Wanderley Dantas           | PSD     | ARENA    | 610     | Porto Acre         | Acre               |

### Alagoas
| Deputados federais eleitos | Partido | Pós-AI 2 | Votação | Cidade onde nasceu | Unidade federativa |
| -------------------------- | ------- | -------- | ------- | ------------------ | ------------------ |
| Abraão Moura               | PSP     | MDB      | 15.653  | Atalaia            | Alagoas            |
| Aloysio Nonô               | UDN     | MDB      | 12.991  | Atalaia            | Alagoas            |
| Ary Pitombo                | PTB     | MDB      | 8.970   | Neópolis           | Sergipe            |
| Medeiros Neto              | PSD     | ARENA    | 6.214   | Traipu             | Alagoas            |
| Muniz Falcão               | PSP     | MDB      | 15.339  | Ouricuri           | Pernambuco         |
| Oceano Carleial            | UDN     | ARENA    | 5.848   | Barbalha           | Ceará              |
| Oséas Cardoso              | UDN     | ARENA    | 12.593  | Viçosa             | Alagoas            |
| Pereira Lúcio              | UDN     | ARENA    | 5.535   | Arapiraca          | Alagoas            |
| Segismundo Andrade         | UDN     | ARENA    | 8.386   | Pão de Açúcar      | Alagoas            |

### Amapá
| Deputados federais eleitos | Partido | Pós-AI 2 | Votação | Cidade onde nasceu | Unidade federativa |
| -------------------------- | ------- | -------- | ------- | ------------------ | ------------------ |
| Janary Gentil Nunes        | PSP     | ARENA    | 6.557   | Alenquer           | Pará               |

### Amazonas
| Deputados federais eleitos | Partido | Pós-AI 2 | Votação | Cidade onde nasceu | Unidade federativa |
| -------------------------- | ------- | -------- | ------- | ------------------ | ------------------ |
| Abraão Sabbá               | PSD     | ARENA    | 8.581   | Belém              | Pará               |
| Djalma Passos              | PL      | MDB      | 3.306   | Boca do Acre       | Amazonas           |
| João Veiga                 | PTB     | MDB      | 9.240   | Recife             | Pernambuco         |
| José Esteves               | PTB     | ARENA    | 5.266   | Maués              | Amazonas           |
| Leopoldo Peres             | PSD     | ARENA    | 6.109   | Manaus             | Amazonas           |
| Manuel Barbuda             | PTB     | MDB      | 2.342   | Manaus             | Amazonas           |
| Paulo Coelho               | PL      | MDB      | 10.380  | Humaitá            | Amazonas           |

### Bahia
| Deputados federais eleitos | Partido | Pós-AI 2 | Votação | Cidade onde nasceu | Unidade federativa |
| -------------------------- | ------- | -------- | ------- | ------------------ | ------------------ |
| Aluísio de Castro          | PSD     | MDB      | 17.414  | Salvador           | Bahia              |
| Antônio Carlos Magalhães   | UDN     | ARENA    | 19.617  | Salvador           | Bahia              |
| Cícero Dantas              | PSP     | ARENA    | 6.067   | Salvador           | Bahia              |
| Clemens Sampaio            | PTB     | MDB      | 18.981  | Amargosa           | Bahia              |
| Edgar Pereira              | PSD     | MDB      | 22.076  | Saúde              | Bahia              |
| Gastão Pedreira            | PTB     | MDB      | 16.860  | Salvador           | Bahia              |
| Heitor Dias                | UDN     | ARENA    | 17.834  | Santo Amaro        | Bahia              |
| Henrique Lima              | PSD     | MDB      | 11.482  | Ipirá              | Bahia              |
| Hermógenes Príncipe        | PSD     | MDB      | 23.381  | Salvador           | Bahia              |
| João Alves                 | PTB     | ARENA    | 15.145  | Maceió             | Alagoas            |
| João Mendes                | UDN     | ARENA    | 15.699  | Feira de Santana   | Bahia              |
| Josafá Azevedo             | PTN     | ARENA    | 10.378  | Alagoinhas         | Bahia              |
| Josafá Borges              | PSD     | MDB      | 16.972  | Frei Paulo         | Sergipe            |
| Luís Viana Filho           | UDN     | ARENA    | 14.967  | Paris              | França             |
| Luna Freire                | UDN     | ARENA    | 9.500   | Juazeiro           | Bahia              |
| Manoel Novaes              | PTB     | ARENA    | 37.519  | Floresta           | Pernambuco         |
| Manso Cabral               | PTB     | ARENA    | 20.911  | Salvador           | Bahia              |
| Mário Piva                 | PSD     | MDB      | 6.838   | Salvador           | Bahia              |
| Necy Novaes                | PTB     | ARENA    | 17.619  | São Paulo          | São Paulo          |
| Nonato Marques             | PSD     | ARENA    | 6.070   | Queimadas          | Bahia              |
| Oliveira Brito             | PSD     | MDB      | 41.458  | Ribeira do Pombal  | Bahia              |
| Oscar Cardoso              | UDN     | ARENA    | 18.830  | Uauá               | Bahia              |
| Pedro Catalão              | PTB     | MDB      | 8.423   | Ilhéus             | Bahia              |
| Raimundo Brito             | PR      | ARENA    | 11.061  | Salvador           | Bahia              |
| Régis Pacheco              | PSD     | MDB      | 14.577  | Salvador           | Bahia              |
| Rui Santos                 | UDN     | ARENA    | 16.091  | Casa Nova          | Bahia              |
| Teódulo Albuquerque        | PTB     | ARENA    | 12.168  | Pilão Arcado       | Bahia              |
| Tourinho Dantas            | UDN     | ARENA    | 16.706  | Salvador           | Bahia              |
| Vasco Filho                | UDN     | ARENA    | 15.691  | Pitangui           | Minas Gerais       |
| Vieira de Melo             | PSD     | MDB      | 21.765  | Barreiras          | Bahia              |
| Wilson Falcão              | UDN     | ARENA    | 15.766  | Feira de Santana   | Bahia              |

### Ceará
| Deputados federais eleitos | Partido | Pós-AI 2 | Votação | Cidade onde nasceu | Unidade federativa |
| -------------------------- | ------- | -------- | ------- | ------------------ | ------------------ |
| Álvaro Lins                | PTB     | MDB      | 14.327  | Crateús            | Ceará              |
| Armando Falcão             | PSD     | ARENA    | 18.127  | Fortaleza          | Ceará              |
| Audízio Pinheiro           | PSD     | ARENA    | 22.150  | Fortaleza          | Ceará              |
| Costa Lima                 | UDN     | ARENA    | 12.919  | Aracati            | Ceará              |
| Dias Macedo                | PSD     | ARENA    | 24.885  | Camocim            | Ceará              |
| Edilson Távora             | UDN     | ARENA    | 15.954  | Iguatu             | Ceará              |
| Esmerino Arruda            | PST     | ARENA    | 13.718  | Granja             | Ceará              |
| Euclides Wicar             | PSD     | ARENA    | 11.235  | Fortaleza          | Ceará              |
| Flávio Marcílio            | PTB     | ARENA    | 11.801  | Picos              | Piauí              |
| Francisco Adeodato         | PST     | ARENA    | 12.386  | Sobral             | Ceará              |
| Furtado Leite              | UDN     | ARENA    | 19.653  | Santana do Cariri  | Ceará              |
| Leão Sampaio               | UDN     | ARENA    | 13.777  | Barbalha           | Ceará              |
| Marcelo Sanford            | PTN     | ARENA    | 25.140  | Sobral             | Ceará              |
| Martins Rodrigues          | PSD     | MDB      | 25.908  | Quixadá            | Ceará              |
| Moreira da Rocha           | PTB     | MDB      | 11.625  | Crateús            | Ceará              |
| Ossian Araripe             | UDN     | ARENA    | 19.275  | Crato              | Ceará              |
| Osires Pontes              | PSD     | MDB      | 18.374  | Massapê            | Ceará              |
| Paes de Andrade            | PSD     | MDB      | 21.767  | Mombaça            | Ceará              |
| Paulo Sarasate             | UDN     | ARENA    | 43.892  | Fortaleza          | Ceará              |
| Raul Carneiro              | PTB     | ARENA    | 14.609  | Fortaleza          | Ceará              |
| Wilson Roriz               | PSD     | ARENA    | 17.269  | Jardim             | Ceará              |

### Espírito Santo
| Deputados federais eleitos | Partido | Pós-AI 2 | Votação | Cidade onde nasceu      | Unidade federativa  |
| -------------------------- | ------- | -------- | ------- | ----------------------- | ------------------- |
| Argilano Dario             | PTB     | MDB      | 16.943  | São José do Campestre   | Rio Grande do Norte |
| Bagueira Leal              | UDN     | ARENA    | 9.670   | Cachoeiro de Itapemirim | Espírito Santo      |
| Dirceu Cardoso             | PSD     | MDB      | 18.811  | Miracema                | Rio de Janeiro      |
| Dulcino Monteiro           | UDN     | ARENA    | 14.825  | Campos dos Goytacazes   | Rio de Janeiro      |
| Floriano Lopes Rubim       | PTN     | ARENA    | 15.415  | Alegre                  | Espírito Santo      |
| João Calmon                | PSD     | ARENA    | 33.886  | Colatina                | Espírito Santo      |
| Osvaldo Zanello            | PRP     | ARENA    | 29.412  | Ribeirão Preto          | São Paulo           |
| Raimundo de Andrade        | PTN     | ARENA    | 10.669  | Sobral                  | Ceará               |

### Goiás
| Deputados federais eleitos | Partido | Pós-AI 2 | Votação | Cidade onde nasceu    | Unidade federativa |
| -------------------------- | ------- | -------- | ------- | --------------------- | ------------------ |
| Anísio Rocha               | PSD     | MDB      | 15.738  | Palmeiras             | Bahia              |
| Benedito Vaz               | PSD     | MDB      | 13.794  | Ipameri               | Goiás              |
| Castro Costa               | PSD     | MDB      | 14.097  | Trindade              | Goiás              |
| Celestino Filho            | PSD     | MDB      | 16.765  | Corumbaíba            | Goiás              |
| Emival Caiado              | UDN     | ARENA    | 12.542  | Goiás                 | Goiás              |
| Geraldo de Pina            | PSD     | ARENA    | 15.519  | Pirenópolis           | Goiás              |
| Haroldo Duarte             | PTB     | MDB      | 15.644  | Anápolis              | Goiás              |
| Jales Machado              | UDN     | ARENA    | 8.182   | Alfenas               | Minas Gerais       |
| José Freire                | PSD     | MDB      | 24.257  | Arraias               | Tocantins          |
| Lisboa Machado             | UDN     | ARENA    | 7.212   | Monte Alegre de Minas | Minas Gerais       |
| Ludovico de Almeida        | PSP     | ARENA    | 12.656  | Itaberaí              | Goiás              |
| Peixoto da Silveira        | PSD     | MDB      | 22.655  | Cristais              | Minas Gerais       |
| Rezende Monteiro           | PTB     | ARENA    | 20.671  | Caiapônia             | Goiás              |

### Guanabara
| Deputados federais eleitos | Partido | Pós-AI 2 | Votação | Cidade onde nasceu    | Unidade federativa |
| -------------------------- | ------- | -------- | ------- | --------------------- | ------------------ |
| Adauto Lúcio Cardoso       | UDN     | ARENA    | 18.625  | Curvelo               | Minas Gerais       |
| Afonso Arinos Filho        | PDC     | MDB      | 6.180   | Belo Horizonte        | Minas Gerais       |
| Aguinaldo Costa            | UDN     | ARENA    | 7.195   | Lavras                | Minas Gerais       |
| Amaral Netto               | UDN     | MDB      | 123.383 | Niterói               | Rio de Janeiro     |
| Arnaldo Nogueira           | UDN     | ARENA    | 11.497  | Franca                | São Paulo          |
| Áureo Melo                 | PTB     | MDB      | 711     | Porto Velho           | Rondônia           |
| Baeta Neves                | PTB     | MDB      | 885     | Conselheiro Lafaiete  | Minas Gerais       |
| Benjamin Farah             | PTB     | MDB      | 9.802   | Corumbá               | Mato Grosso do Sul |
| Breno da Silveira          | PSB     | MDB      | 8.801   | Maranguape            | Ceará              |
| Cardoso de Menezes         | UDN     | ARENA    | 17.669  | Campinas              | São Paulo          |
| Chagas Freitas             | PSD     | MDB      | 56.657  | Rio de Janeiro        | Rio de Janeiro     |
| Eurico Oliveira            | PTB     | MDB      | 337     | Rio de Janeiro        | Rio de Janeiro     |
| Expedito Rodrigues         | PTB     | MDB      | 510     | Matias Barbosa        | Minas Gerais       |
| Guerreiro Ramos            | PTB     | MDB      | 2.623   | Santo Amaro           | Bahia              |
| Hamilton Nogueira          | UDN     | MDB      | 7.334   | Campos dos Goytacazes | Rio de Janeiro     |
| Jamil Amiden               | PTB     | MDB      | 3.588   | Corumbá               | Mato Grosso do Sul |
| Mendes de Moraes           | PSD     | ARENA    | 7.525   | Rio de Janeiro        | Rio de Janeiro     |
| Nelson Carneiro            | PSD     | MDB      | 11.095  | Salvador              | Bahia              |
| Noronha Filho              | PTB     | MDB      | 462     | Caxambu               | Minas Gerais       |
| Rubens Berardo             | PTB     | MDB      | 3.896   | Recife                | Pernambuco         |
| Waldir Simões              | PTB     | MDB      | 12.196  | Nova Iguaçu           | Rio de Janeiro     |

### Maranhão
| Deputados federais eleitos | Partido | Pós-AI 2 | Votação | Cidade onde nasceu | Unidade federativa |
| -------------------------- | ------- | -------- | ------- | ------------------ | ------------------ |
| Alberto Aboud              | PSD     | ARENA    | 14.433  | São Luís           | Maranhão           |
| Alexandre Costa            | PSD     | ARENA    | 7.413   | Caxias             | Maranhão           |
| Cesário Coimbra            | PSD     | MDB      | 2.800   | Cururupu           | Maranhão           |
| Cid Carvalho               | PSD     | MDB      | 16.309  | Rio Branco         | Acre               |
| Clodomir Millet            | PSP     | ARENA    | 9.526   | Codó               | Maranhão           |
| Eurico Ribeiro             | PSD     | ARENA    | 14.395  | Pedreiras          | Maranhão           |
| Henrique de La Rocque      | PSP     | ARENA    | 10.003  | São Luís           | Maranhão           |
| Ivar Saldanha              | PSD     | ARENA    | 14.029  | Rosário            | Maranhão           |
| Joel Barbosa               | PSD     | ARENA    | 14.815  | Parnarama          | Maranhão           |
| José Burnett               | PSD     | MDB      | 23.156  | São Luís           | Maranhão           |
| José de Matos Carvalho     | PSD     | ARENA    | 13.567  | Barreirinhas       | Maranhão           |
| Lister Caldas              | PSD     | ARENA    | 20.637  | Teresina           | Piauí              |
| Luís Coelho                | PSD     | ARENA    | 15.521  | Benedito Leite     | Maranhão           |
| Luís Fernando Freire       | PSD     | ARENA    | 13.830  | Rio de Janeiro     | Rio de Janeiro     |
| Pedro Braga                | UDN     | MDB      | 6.025   | Barra do Corda     | Maranhão           |
| Renato Archer              | PSD     | MDB      | 21.662  | São Luís           | Maranhão           |

### Mato Grosso
| Deputados federais eleitos | Partido | Pós-AI 2 | Votação | Cidade onde nasceu | Unidade federativa |
| -------------------------- | ------- | -------- | ------- | ------------------ | ------------------ |
| Edison Garcia              | UDN     | MDB      | 7.713   | Cáceres            | Mato Grosso        |
| Filadelfo Garcia           | PSD     | ARENA    | 15.482  | Coxim              | Mato Grosso do Sul |
| Ítrio Correia da Costa     | UDN     | ARENA    | 16.220  | Cuiabá             | Mato Grosso        |
| João Ponce de Arruda       | PSD     | ARENA    | 22.551  | Cuiabá             | Mato Grosso        |
| Miguel Marcondes           | PTB     | MDB      | 7.030   | Rio de Janeiro     | Rio de Janeiro     |
| Rachid Mamed               | PSD     | ARENA    | 10.744  | Cuiabá             | Mato Grosso        |
| Saldanha Derzi             | UDN     | ARENA    | 17.969  | Ponta Porã         | Mato Grosso do Sul |
| Wilson Martins             | UDN     | MDB      | 21.969  | Campo Grande       | Mato Grosso do Sul |

### Minas Gerais
| Deputados federais eleitos | Partido | Pós-AI 2 | Votação | Cidade onde nasceu    | Unidade federativa |
| -------------------------- | ------- | -------- | ------- | --------------------- | ------------------ |
| Abel Rafael Pinto          | PSD     | ARENA    | 27.291  | Paraíba do Sul        | Rio de Janeiro     |
| Aécio Cunha                | PR      | ARENA    | 21.931  | Teófilo Otoni         | Minas Gerais       |
| Amintas de Barros          | PSD     | ARENA    | 41.834  | Carangola             | Minas Gerais       |
| Antônio Luciano            | PSD     | ARENA    | 19.000  | São Gotardo           | Minas Gerais       |
| Aquiles Diniz              | PTB     | MDB      | 13.602  | Belo Horizonte        | Minas Gerais       |
| Austregésilo de Mendonça   | PTB     | ARENA    | 15.839  | São José de Ubá       | Rio de Janeiro     |
| Bento Gonçalves            | PSP     | ARENA    | 17.014  | Matozinhos            | Minas Gerais       |
| Bias Fortes                | PSD     | ARENA    | 17.676  | Barbacena             | Minas Gerais       |
| Bilac Pinto                | UDN     | ARENA    | 33.973  | Santa Rita do Sapucaí | Minas Gerais       |
| Carlos Murilo              | PSD     | MDB      | 20.626  | Diamantina            | Minas Gerais       |
| Celso Murta                | PSD     | ARENA    | 14.889  | Araçuaí               | Minas Gerais       |
| Celso Passos               | UDN     | MDB      | 26.763  | Belo Horizonte        | Minas Gerais       |
| Dnar Mendes                | UDN     | ARENA    | 34.329  | Rio Pomba             | Minas Gerais       |
| Elias Carmo                | UDN     | ARENA    | 31.185  | Amparo da Serra       | Minas Gerais       |
| Francelino Pereira         | UDN     | ARENA    | 27.366  | Angical do Piauí      | Piauí              |
| Geraldo Freire             | UDN     | ARENA    | 18.292  | Boa Esperança         | Minas Gerais       |
| Gilberto Faria             | PSD     | ARENA    | 45.538  | Belo Horizonte        | Minas Gerais       |
| Guilherme Machado          | UDN     | ARENA    | 24.768  | Guanhães              | Minas Gerais       |
| Guilhermino de Oliveira    | PSD     | ARENA    | 30.321  | Belo Horizonte        | Minas Gerais       |
| Gustavo Capanema           | PSD     | ARENA    | 18.280  | Pitangui              | Minas Gerais       |
| Horácio Bethonico          | UDN     | ARENA    | 15.743  | Itabira               | Minas Gerais       |
| Jaeder Albergaria          | PSD     | ARENA    | 16.021  | Caratinga             | Minas Gerais       |
| João Herculino             | PTB     | MDB      | 14.657  | Sete Lagoas           | Minas Gerais       |
| José Bonifácio             | UDN     | ARENA    | 28.996  | Barbacena             | Minas Gerais       |
| Manoel de Almeida          | PSD     | ARENA    | 26.975  | Januária              | Minas Gerais       |
| Manoel Taveira             | UDN     | ARENA    | 26.975  | Alfenas               | Minas Gerais       |
| Maurício de Andrade        | PSD     | ARENA    | 23.723  | Lavras                | Minas Gerais       |
| Milton Reis                | PTB     | MDB      | 20.575  | Congonhal             | Minas Gerais       |
| Monteiro de Castro         | UDN     | ARENA    | 27.200  | Sabará                | Minas Gerais       |
| Nogueira de Rezende        | PR      | ARENA    | 20.052  | Conselheiro Lafaiete  | Minas Gerais       |
| Olavo Costa                | PSD     | ARENA    | 17.946  | Barra do Piraí        | Rio de Janeiro     |
| Ormeu Botelho              | UDN     | ARENA    | 26.592  | Leopoldina            | Minas Gerais       |
| Oscar Dias Correia         | UDN     | ARENA    | 39.873  | Itaúna                | Minas Gerais       |
| Ovídio de Abreu            | PSD     | ARENA    | 18.422  | Pará de Minas         | Minas Gerais       |
| Ozanam Coelho              | PSD     | ARENA    | 21.264  | Ubá                   | Minas Gerais       |
| Padre Nobre                | PTB     | MDB      | 13.856  | Caetité               | Bahia              |
| Padre Vidigal              | PSD     | ARENA    | 49.599  | Presidente Bernardes  | Minas Gerais       |
| Paes de Almeida            | PSD     | MDB      | 80.057  | Estrela do Sul        | Minas Gerais       |
| Paulo Freire               | PTB     | ARENA    | 19.035  | Riachão do Dantas     | Sergipe            |
| Pedro Aleixo               | UDN     | ARENA    | 29.166  | Mariana               | Minas Gerais       |
| Pinheiro Chagas            | PSD     | ARENA    | 27.294  | Oliveira              | Minas Gerais       |
| Renato Azeredo             | PSD     | MDB      | 26.900  | Sete Lagoas           | Minas Gerais       |
| Rondon Pacheco             | UDN     | ARENA    | 37.834  | Uberlândia            | Minas Gerais       |
| Simão da Cunha             | UDN     | MDB      | 32.999  | Abaeté                | Minas Gerais       |
| Tancredo Neves             | PSD     | MDB      | 58.090  | São João del-Rei      | Minas Gerais       |
| Teófilo Pires              | PR      | ARENA    | 19.157  | Coração de Jesus      | Minas Gerais       |
| Ultimo de Carvalho         | PSD     | ARENA    | 32.650  | Juiz de Fora          | Minas Gerais       |
| Walter Passos              | PR      | ARENA    | 19.413  | Sabará                | Minas Gerais       |

### Pará
| Deputados federais eleitos | Partido | Pós-AI 2 | Votação | Cidade onde nasceu | Unidade federativa |
| -------------------------- | ------- | -------- | ------- | ------------------ | ------------------ |
| Adriano Gonçalves          | UDN     | ARENA    | 5.582   | Belém              | Pará               |
| Armando Carneiro           | PTB     | ARENA    | 15.216  | Tocantinópolis     | Tocantins          |
| Armando Corrêa             | PSD     | ARENA    | 13.604  | Belém              | Pará               |
| Burlamaqui de Miranda      | PSD     | MDB      | 16.356  | Altamira           | Pará               |
| Epílogo de Campos          | UDN     | ARENA    | 8.522   | Rio Branco         | Acre               |
| Gabriel Hermes             | UDN     | ARENA    | 10.633  | Castanhal          | Pará               |
| Gilberto Azevedo           | PTB     | ARENA    | 10.781  | Belém              | Pará               |
| João Menezes               | PSD     | MDB      | 13.214  | Belém              | Pará               |
| Lopo de Castro             | PSP     | ARENA    | 7.162   | Belém              | Pará               |
| Waldemar Guimarães         | PSD     | ARENA    | 16.072  | Salvador           | Bahia              |

### Paraíba
| Deputados federais eleitos | Partido | Pós-AI 2 | Votação | Cidade onde nasceu   | Unidade federativa  |
| -------------------------- | ------- | -------- | ------- | -------------------- | ------------------- |
| Arnaldo Lafayette          | PTB     | MDB      | 12.479  | Monteiro             | Paraíba             |
| Bivar Olyntho              | PSD     | MDB      | 5.834   | Serra Negra do Norte | Rio Grande do Norte |
| Ernani Sátiro              | UDN     | ARENA    | 9.899   | Patos                | Paraíba             |
| Flaviano Coutinho          | UDN     | ARENA    | 16.546  | João Pessoa          | Paraíba             |
| Humberto Lucena            | PSD     | MDB      | 23.193  | João Pessoa          | Paraíba             |
| Janduhy Carneiro           | PSD     | MDB      | 19.441  | Pombal               | Paraíba             |
| João Fernandes             | PSD     | MDB      | 4.399   | Mamanguape           | Paraíba             |
| Luís Bronzeado             | UDN     | ARENA    | 8.579   | Remígio              | Paraíba             |
| Milton Cabral              | PTB     | ARENA    | 20.064  | Umbuzeiro            | Paraíba             |
| Plínio Lemos               | UDN     | ARENA    | 12.429  | Areia                | Paraíba             |
| Raul de Góes               | UDN     | ARENA    | 9.844   | Natal                | Rio Grande do Norte |
| Teotônio Neto              | PSD     | ARENA    | 25.693  | Santana dos Garrotes | Paraíba             |
| Vital do Rego              | UDN     | ARENA    | 19.945  | Campina Grande       | Paraíba             |

### Paraná
| Deputados federais eleitos | Partido | Pós-AI 2 | Votação | Cidade onde nasceu       | Unidade federativa |
| -------------------------- | ------- | -------- | ------- | ------------------------ | ------------------ |
| Accioly Filho              | PDC     | ARENA    | 24.782  | Paranaguá                | Paraná             |
| Antônio Annibelli          | PTB     | MDB      | 13.748  | São Paulo                | São Paulo          |
| Antônio Baby               | PTB     | MDB      | 16.572  | Ribeirão Claro           | Paraná             |
| Braga Ramos                | UDN     | ARENA    | 23.843  | Teixeira Soares          | Paraná             |
| Elias Nacle                | PTB     | ARENA    | 12.091  | Borebi                   | São Paulo          |
| Emílio Gomes               | PDC     | ARENA    | 9.402   | Ponta Grossa             | Paraná             |
| Gama e Sousa               | PTB     | MDB      | 16.509  | Rio de Janeiro           | Rio de Janeiro     |
| Hermes Macedo              | UDN     | ARENA    | 27.567  | Rio Pardo                | Rio Grande do Sul  |
| Ivan Luz                   | PTB     | ARENA    | 12.091  | Rio de Janeiro           | Rio de Janeiro     |
| João Ribeiro               | PSD     | ARENA    | 20.672  | Campina Grande do Sul    | Paraná             |
| Jorge Curi                 | UDN     | ARENA    | 13.517  | São Paulo                | São Paulo          |
| José Richa                 | PDC     | MDB      | 25.773  | São Fidélis              | Rio de Janeiro     |
| Kalil Maia Neto            | PTB     | ARENA    | 34.286  | São Paulo                | São Paulo          |
| Lírio Bertoli              | PSD     | ARENA    | 8.223   | Taió                     | Santa Catarina     |
| Mário Gomes                | PSD     | ARENA    | 4.392   | Salvador                 | Bahia              |
| Miguel Buffara             | PTB     | MDB      | 21.931  | Santos                   | São Paulo          |
| Minoro Miyamoto            | PDC     | ARENA    | 11.636  | Promissão                | São Paulo          |
| Newton Carneiro            | UDN     | ARENA    | 26.560  | Curitiba                 | Paraná             |
| Oliveira Franco            | PSD     | ARENA    | 3.922   | Curitiba                 | Paraná             |
| Paulo Montans              | PSD     | ARENA    | 8.777   | São Sebastião do Paraíso | Minas Gerais       |
| Petrônio Fernal            | PTB     | MDB      | 12.142  | Oliveira                 | Minas Gerais       |
| Rafael Rezende             | PSD     | ARENA    | 11.740  | Luminárias               | Minas Gerais       |
| Renato Celidônio           | PTB     | MDB      | 29.724  | Agudos                   | São Paulo          |
| Wilson Chedid              | PTB     | MDB      | 15.275  | Curitiba                 | Paraná             |
| Zacarias Seleme            | UDN     | ARENA    | 14.632  | Canoinhas                | Santa Catarina     |

### Pernambuco
| Deputados federais eleitos | Partido | Pós-AI 2 | Votação | Cidade onde nasceu      | Unidade federativa |
| -------------------------- | ------- | -------- | ------- | ----------------------- | ------------------ |
| Adelmar Carvalho           | PSD     | MDB      | 10.418  | Olinda                  | Pernambuco         |
| Aderbal Jurema             | PSD     | ARENA    | 10.236  | João Pessoa             | Paraíba            |
| Alde Sampaio               | UDN     | ARENA    | 15.456  | Catende                 | Pernambuco         |
| Andrade Lima Filho         | PTB     | MDB      | 6.833   | Goiana                  | Pernambuco         |
| Augusto Novaes             | UDN     | ARENA    | 13.085  | Escada                  | Pernambuco         |
| Aurino Valois              | PTB     | ARENA    | 8.514   | Vitória de Santo Antão  | Pernambuco         |
| Bezerra Leite              | PTB     | ARENA    | 7.555   | Bonito                  | Pernambuco         |
| Clodomir Leite             | PTB     | MDB      | 14.076  | Vitória de Santo Antão  | Pernambuco         |
| Costa Cavalcanti           | UDN     | ARENA    | 14.831  | Fortaleza               | Ceará              |
| Dias Lins                  | UDN     | ARENA    | 10.259  | Recife                  | Pernambuco         |
| Estácio Souto Maior        | PTB     | ARENA    | 27.511  | Bom Jardim              | Pernambuco         |
| Geraldo Guedes             | PSD     | ARENA    | 10.032  | Caruaru                 | Pernambuco         |
| Heráclio Rego              | PTB     | ARENA    | 10.792  | Limoeiro                | Pernambuco         |
| João Cleofas               | UDN     | ARENA    | 223.265 | Vitória de Santo Antão  | Pernambuco         |
| José Carlos Guerra         | UDN     | ARENA    | 23.733  | Recife                  | Pernambuco         |
| José Meira                 | PTB     | ARENA    | 13.802  | Recife                  | Pernambuco         |
| Luiz Pereira da Silva      | PST     | ARENA    | 126     | Goiana                  | Pernambuco         |
| Magalhães Melo             | UDN     | ARENA    | 26.880  | Recife                  | Pernambuco         |
| Milvernes Lima             | PTB     | ARENA    | 11.823  | Curaçá                  | Bahia              |
| Ney Maranhão               | PTB     | ARENA    | 10.497  | Moreno                  | Pernambuco         |
| Nilo Coelho                | PSD     | ARENA    | 15.217  | Petrolina               | Pernambuco         |
| Osvaldo Lima Filho         | PTB     | MDB      | 18.596  | Cabo de Santo Agostinho | Pernambuco         |
| Padre Arruda Câmara        | PDC     | ARENA    | 20.705  | Afogados da Ingazeira   | Pernambuco         |
| Tabosa de Almeida          | PTB     | ARENA    | 10.266  | Caruaru                 | Pernambuco         |

### Piauí
| Deputados federais eleitos  | Partido | Pós-AI 2 | Votação | Cidade onde nasceu | Unidade federativa |
| --------------------------- | ------- | -------- | ------- | ------------------ | ------------------ |
| Chagas Rodrigues            | PTB     | MDB      | 13.054  | Parnaíba           | Piauí              |
| Dirno Pires                 | PSD     | ARENA    | 19.289  | Rio de Janeiro     | Rio de Janeiro     |
| Ezequias Costa              | UDN     | ARENA    | 13.365  | Barras             | Piauí              |
| Gaioso e Almendra           | PTB     | ARENA    | 12.707  | Teresina           | Piauí              |
| Heitor Cavalcanti           | UDN     | ARENA    | 19.844  | Paulistana         | Piauí              |
| João de Moura Santos        | PSD     | MDB      | 13.497  | Picos              | Piauí              |
| João Mendes Olímpio de Melo | PTB     | MDB      | 14.155  | Tarauacá           | Acre               |
| Manoel Santos               | PSD     | ARENA    | 23.589  | Bom Jesus          | Piauí              |

### Rio de Janeiro
| Deputados federais eleitos | Partido | Pós-AI 2 | Votação | Cidade onde nasceu    | Unidade federativa |
| -------------------------- | ------- | -------- | ------- | --------------------- | ------------------ |
| Adolfo Oliveira            | UDN     | MDB      | 25.145  | Petrópolis            | Rio de Janeiro     |
| Afonso Celso               | PTB     | MDB      | 16.098  | Campos dos Goytacazes | Rio de Janeiro     |
| Alair Ferreira             | PSD     | ARENA    | 14.897  | Sacramento            | Minas Gerais       |
| Amaral Peixoto             | PSD     | MDB      | 45.305  | Rio de Janeiro        | Rio de Janeiro     |
| Ário Teodoro               | PTB     | MDB      | 18.510  | Rio de Janeiro        | Rio de Janeiro     |
| Augusto de Gregório        | PTB     | MDB      | 21.177  | Paraíba do Sul        | Rio de Janeiro     |
| Bernardo Belo              | PSP     | MDB      | 11.361  | Rio de Janeiro        | Rio de Janeiro     |
| Carlos Werneck             | PSD     | ARENA    | 9.714   | Rio de Janeiro        | Rio de Janeiro     |
| Daso Coimbra               | PSD     | ARENA    | 15.317  | Rio de Janeiro        | Rio de Janeiro     |
| Edésio Nunes               | PTB     | MDB      | 29.167  | Rio de Janeiro        | Rio de Janeiro     |
| Edilberto Castro           | UDN     | ARENA    | 22.936  | Quissamã              | Rio de Janeiro     |
| Emanoel Waismann           | PSP     | MDB      | 18.498  | Rio de Janeiro        | Rio de Janeiro     |
| Geremias Fontes            | PTB     | ARENA    | 29.857  | São Gonçalo           | Rio de Janeiro     |
| Getúlio Moura              | PSD     | MDB      | 20.425  | Itaguaí               | Rio de Janeiro     |
| Glênio Martins             | PST     | MDB      | 4.983   | Rio de Janeiro        | Rio de Janeiro     |
| Heli Ribeiro               | PTB     | ARENA    | 20.924  | Campos dos Goytacazes | Rio de Janeiro     |
| José Fontes Torres         | PSB     | MDB      | 7.186   | Volta Redonda         | Rio de Janeiro     |
| José Maria Ribeiro         | PTB     | MDB      | 9.164   | Natividade            | Rio de Janeiro     |
| Mário Tamborindeguy        | PSD     | ARENA    | 24.535  | Pelotas               | Rio Grande do Sul  |
| Raimundo Padilha           | UDN     | ARENA    | 21.434  | Fortaleza             | Ceará              |
| Saturnino Braga            | PSB     | MDB      | 7.709   | Rio de Janeiro        | Rio de Janeiro     |

### Rio Grande do Norte
| Deputados federais eleitos | Partido | Pós-AI 2 | Votação | Cidade onde nasceu    | Unidade federativa  |
| -------------------------- | ------- | -------- | ------- | --------------------- | ------------------- |
| Aluizio Bezerra            | PSD     | ARENA    | 20.361  | Santa Cruz            | Rio Grande do Norte |
| Djalma Marinho             | UDN     | ARENA    | 19.352  | São José do Campestre | Rio Grande do Norte |
| Grimaldi Ribeiro           | PDC     | ARENA    | 12.943  | Natal                 | Rio Grande do Norte |
| Jessé Freire               | PSD     | ARENA    | 18.292  | Macaíba               | Rio Grande do Norte |
| Odilon Coutinho            | PDC     | MDB      | 20.932  | Santa Rita            | Paraíba             |
| Vingt Rosado               | PSD     | ARENA    | 24.527  | Mossoró               | Rio Grande do Norte |
| Xavier Fernandes           | PSP     | ARENA    | 14.412  | Mossoró               | Rio Grande do Norte |

### Rio Grande do Sul
| Deputados federais eleitos | Partido | Pós-AI 2 | Votação | Cidade onde nasceu   | Unidade federativa |
| -------------------------- | ------- | -------- | ------- | -------------------- | ------------------ |
| Adílio Viana               | PTB     | MDB      | 25.166  | Rio Grande           | Rio Grande do Sul  |
| Antônio Bresolin           | PTB     | MDB      | 18.031  | Cruz Alta            | Rio Grande do Sul  |
| Ary Alcântara              | PSD     | ARENA    | 13.452  | Pelotas              | Rio Grande do Sul  |
| Brito Velho                | PL      | ARENA    | 71.853  | Porto Alegre         | Rio Grande do Sul  |
| César Prieto               | PTB     | MDB      | 37.762  | São Borja            | Rio Grande do Sul  |
| Cid Furtado                | PDC     | ARENA    | 17.943  | Pelotas              | Rio Grande do Sul  |
| Clóvis Pestana             | PSD     | ARENA    | 20.172  | Porto Alegre         | Rio Grande do Sul  |
| Croaci Oliveira            | PTB     | MDB      | 16.593  | Rio de Janeiro       | Rio de Janeiro     |
| Daniel Faraco              | PSD     | ARENA    | 24.944  | Florianópolis        | Santa Catarina     |
| Euclides Triches           | PDC     | ARENA    | 34.450  | Caxias do Sul        | Rio Grande do Sul  |
| Flores Soares              | UDN     | ARENA    | 32.726  | Porto Alegre         | Rio Grande do Sul  |
| Floriceno Paixão           | PTB     | MDB      | 69.035  | Taquara              | Rio Grande do Sul  |
| Giordano Alves             | PTB     | MDB      | 22.575  | Itaqui               | Rio Grande do Sul  |
| Jairo Brum                 | MTR     | MDB      | 42.095  | Guaporé              | Rio Grande do Sul  |
| José Mandelli              | PTB     | MDB      | 14.220  | Bento Gonçalves      | Rio Grande do Sul  |
| Lauro Leitão               | PSD     | ARENA    | 18.192  | Soledade             | Rio Grande do Sul  |
| Lino Braun                 | PTB     | MDB      | 14.167  | Estrela              | Rio Grande do Sul  |
| Luciano Machado            | PSD     | ARENA    | 27.278  | Palmeira das Missões | Rio Grande do Sul  |
| Matheus Schmidt            | PTB     | MDB      | 11.222  | Santa Cruz do Sul    | Rio Grande do Sul  |
| Norberto Schmidt           | PL      | ARENA    | 16.224  | Santa Cruz do Sul    | Rio Grande do Sul  |
| Osmar Grafulha             | PTB     | MDB      | 18.271  | Rio Grande           | Rio Grande do Sul  |
| Pedro Anschau              | PRP     | ARENA    | 27.802  | Três Passos          | Rio Grande do Sul  |
| Peracchi Barcelos          | PSD     | ARENA    | 55.114  | Porto Alegre         | Rio Grande do Sul  |
| Raul Pilla                 | PL      | ARENA    | 20.858  | Porto Alegre         | Rio Grande do Sul  |
| Rubem Alves                | PTB     | MDB      | 19.164  | Caxias do Sul        | Rio Grande do Sul  |
| Tarso Dutra                | PSD     | ARENA    | 57.185  | Porto Alegre         | Rio Grande do Sul  |
| Unírio Machado             | PTB     | MDB      | 23.494  | Santo Ângelo         | Rio Grande do Sul  |
| Vítor Issler               | PTB     | MDB      | 12.335  | Passo Fundo          | Rio Grande do Sul  |
| Zaire Nunes                | PTB     | MDB      | 23.772  | Taquara              | Rio Grande do Sul  |

### Rondônia
| Deputados federais eleitos | Partido | Pós-AI 2 | Votação | Cidade onde nasceu | Unidade federativa |
| -------------------------- | ------- | -------- | ------- | ------------------ | ------------------ |
| Hegel Morhy                | PSP     | ARENA    | 2.072   | Manaus             | Amazonas           |

### Roraima
| Deputados federais eleitos | Partido | Pós-AI 2 | Votação | Cidade onde nasceu | Unidade federativa |
| -------------------------- | ------- | -------- | ------- | ------------------ | ------------------ |
| Francisco Elesbão          | PSD     | ARENA    | 1.773   | Salvador           | Bahia              |

### Santa Catarina
| Deputados federais eleitos | Partido | Pós-AI 2 | Votação | Cidade onde nasceu | Unidade federativa |
| -------------------------- | ------- | -------- | ------- | ------------------ | ------------------ |
| Albino Zeni                | UDN     | ARENA    | 25.255  | Piraquara          | Paraná             |
| Álvaro Catão               | UDN     | ARENA    | 19.927  | Imbituba           | Santa Catarina     |
| Antônio Almeida            | PSD     | ARENA    | 35.594  | Campos Novos       | Santa Catarina     |
| Aroldo Carvalho            | UDN     | ARENA    | 23.813  | Canoinhas          | Santa Catarina     |
| Carneiro de Loyola         | UDN     | ARENA    | 19.640  | Paranaguá          | Paraná             |
| Diomício Freitas           | UDN     | ARENA    | 27.512  | Orleans            | Santa Catarina     |
| Doutel de Andrade          | PTB     | MDB      | 37.393  | Rio de Janeiro     | Rio de Janeiro     |
| Joaquim Ramos              | PSD     | ARENA    | 46.654  | Lages              | Santa Catarina     |
| Laerte Vieira              | UDN     | MDB      | 19.052  | Lages              | Santa Catarina     |
| Lenoir Vargas              | PSD     | ARENA    | 25.841  | Tupanciretã        | Rio Grande do Sul  |
| Orlando Bertoli            | PSD     | ARENA    | 24.033  | Rio do Sul         | Santa Catarina     |
| Osni Régis                 | PSD     | ARENA    | 23.023  | Florianópolis      | Santa Catarina     |
| Paulo Macarini             | PTB     | MDB      | 12.579  | Capinzal           | Santa Catarina     |
| Pedro Zimmermann           | PSD     | ARENA    | 23.452  | Gaspar             | Santa Catarina     |

### São Paulo
| Deputados federais eleitos | Partido | Pós-AI 2 | Votação | Cidade onde nasceu       | Unidade federativa |
| -------------------------- | ------- | -------- | ------- | ------------------------ | ------------------ |
| Adib Chammas               | PSP     | ARENA    | 33.027  | Itapuí                   | São Paulo          |
| Adrião Bernardes           | PST     | ARENA    | 7.270   | Baixa Grande             | Bahia              |
| Afrânio de Oliveira        | UDN     | ARENA    | 12.200  | Uberaba                  | Minas Gerais       |
| Alceu de Carvalho          | PR      | MDB      | 12.040  | Jaú                      | São Paulo          |
| Amaral Furlan              | PSD     | MDB      | 42.658  | Sertãozinho              | São Paulo          |
| Aniz Badra                 | PDC     | ARENA    | 14.783  | Santa Cruz das Palmeiras | São Paulo          |
| Antônio de Barros          | PSP     | ARENA    | 27.791  | São Paulo                | São Paulo          |
| Antônio Feliciano          | PSD     | ARENA    | 9.870   | Paraibuna                | São Paulo          |
| Arnaldo Cerdeira           | PSP     | ARENA    | 24.951  | Manaus                   | Amazonas           |
| Athiê Jorge Coury          | PDC     | MDB      | 25.391  | Itu                      | São Paulo          |
| Broca Filho                | PSP     | ARENA    | 26.716  | Guaratinguetá            | São Paulo          |
| Campos Vergal              | PSP     | ARENA    | 14.837  | Serra Negra              | São Paulo          |
| Cantídio Sampaio           | PSP     | ARENA    | 64.860  | São Paulo                | São Paulo          |
| Carvalho Sobrinho          | PSP     | ARENA    | 20.104  | Alfenas                  | Minas Gerais       |
| Celso Amaral               | PTB     | ARENA    | 18.280  | Assis                    | São Paulo          |
| Cunha Bueno                | PSD     | ARENA    | 59.442  | São Paulo                | São Paulo          |
| Derville Allegretti        | MTR     | MDB      | 15.775  | Resende                  | Rio de Janeiro     |
| Dias Menezes               | PTN     | MDB      | 12.261  | São Paulo                | São Paulo          |
| Ernesto Pereira Lopes      | UDN     | ARENA    | 24.612  | São Paulo                | São Paulo          |
| Evaldo Pinto               | MTR     | MDB      | 18.128  | São Manuel               | São Paulo          |
| Ferraz Egreja              | PDC     | ARENA    | 11.505  | Cristina                 | Minas Gerais       |
| Francisco Scarpa           | PDC     | ARENA    | 32.452  | Sorocaba                 | São Paulo          |
| Franco Montoro             | PDC     | MDB      | 62.463  | São Paulo                | São Paulo          |
| Geraldo de Barros          | PSP     | ARENA    | 15.150  | São Manuel               | São Paulo          |
| Germinal Feijó             | PTB     | MDB      | 8.984   | São Paulo                | São Paulo          |
| Hamilton Prado             | PTN     | ARENA    | 17.455  | Rio Claro                | São Paulo          |
| Harry Normanton            | PTN     | ARENA    | 24.909  | Jundiaí                  | São Paulo          |
| Hélcio Maghenzani          | PTB     | MDB      | 13.733  | São Paulo                | São Paulo          |
| Henrique Turner            | PDC     | ARENA    | 16.905  | Cruzeiro                 | São Paulo          |
| Herbert Levy               | PTN     | ARENA    | 41.151  | São Paulo                | São Paulo          |
| Hugo Borghi                | PRT     | ARENA    | 12.385  | Campinas                 | São Paulo          |
| Ivete Vargas               | PTB     | MDB      | 28.067  | São Borja                | Rio Grande do Sul  |
| João Batista Ramos         | PTB     | ARENA    | 43.878  | Queluz                   | São Paulo          |
| José Barbosa               | PTB     | MDB      | 9.230   | São Paulo                | São Paulo          |
| José Menck                 | PDC     | ARENA    | 17.290  | Paranapanema             | São Paulo          |
| José Resegue               | PTB     | ARENA    | 17.185  | Bariri                   | São Paulo          |
| Lacorte Vitale             | PTB     | ARENA    | 8.503   | Presidente Prudente      | São Paulo          |
| Lauro Cruz                 | UDN     | ARENA    | 20.715  | Santos                   | São Paulo          |
| Levi Tavares               | PSD     | MDB      | 19.731  | Juiz de Fora             | Minas Gerais       |
| Lino Morganti              | PRT     | MDB      | 20.957  | São Paulo                | São Paulo          |
| Luiz Francisco             | PTN     | MDB      | 14.148  | Cravinhos                | São Paulo          |
| Mário Covas                | PST     | MDB      | 30.976  | Santos                   | São Paulo          |
| Maurício Goulart           | PTN     | MDB      | 17.546  | Petrópolis               | Rio de Janeiro     |
| Milo Cammarosano           | PR      | ARENA    | 13.479  | Boa Esperança do Sul     | São Paulo          |
| Nicolau Tuma               | UDN     | ARENA    | 11.743  | Jundiaí                  | São Paulo          |
| Ortiz Monteiro             | PRT     | ARENA    | 11.481  | São Paulo                | São Paulo          |
| Pacheco Chaves             | PSD     | MDB      | 15.061  | São Paulo                | São Paulo          |
| Padre Godinho              | UDN     | ARENA    | 35.371  | Carmo da Cachoeira       | Minas Gerais       |
| Pedro Marão                | PTN     | MDB      | 8.347   | Taquaritinga             | São Paulo          |
| Pedroso Júnior             | PTB     | MDB      | 8.988   | Aguaí                    | São Paulo          |
| Pinheiro Brizola           | PSP     | ARENA    | 9.804   | Lençóis Paulista         | São Paulo          |
| Plínio Salgado             | PRP     | ARENA    | 37.036  | São Bento do Sapucaí     | São Paulo          |
| Ranieri Mazzilli           | PSD     | MDB      | 67.112  | Caconde                  | São Paulo          |
| Rui Amaral                 | PRT     | MDB      | 39.172  | Santos                   | São Paulo          |
| Sussumu Hirata             | UDN     | ARENA    | 15.011  | São Manuel               | São Paulo          |
| Teófilo Andrade            | PDC     | MDB      | 36.757  | São João da Boa Vista    | São Paulo          |
| Tufy Nassif                | PTN     | ARENA    | 9.255   | Franca                   | São Paulo          |
| Ulysses Guimarães          | PSD     | MDB      | 34.191  | Itirapina                | São Paulo          |
| Yukishigue Tamura          | PSD     | ARENA    | 53.191  | São Paulo                | São Paulo          |

### Sergipe
| Deputados federais eleitos | Partido | Pós-AI 2 | Votação | Cidade onde nasceu | Unidade federativa |
| -------------------------- | ------- | -------- | ------- | ------------------ | ------------------ |
| Ariosto Amado              | PTB     | MDB      | 6.170   | Aracaju            | Sergipe            |
| Arnaldo Garcez             | PTB     | ARENA    | 11.640  | Itaporanga d'Ajuda | Sergipe            |
| João Machado Rollemberg    | UDN     | ARENA    | 9.905   | Japoatã            | Sergipe            |
| José Carlos Teixeira       | PSD     | MDB      | 11.403  | Itabaiana          | Sergipe            |
| Lourival Batista           | UDN     | ARENA    | 10.017  | Entre Rios         | Bahia              |
| Passos Porto               | UDN     | ARENA    | 8.839   | Itabaiana          | Sergipe            |
| Walter Batista             | PSD     | MDB      | 488     | Amargosa           | Bahia              |

Legenda
| Cor        | Significado                                                  |
| Verde      | Parlamentares que se filiaram ao MDB após o bipartidarismo.  |
| Bege       | Parlamentares que se filiaram à ARENA após o bipartidarismo. |
| Azul claro | Parlamentares sem filiação partidária após o bipartidarismo. |